# Gladiators de Cleveland
Stade
Les Gladiators de Cleveland (en anglais : Cleveland Gladiators) étaient une franchise américaine de football américain en salle ayant évolué en Arena Football League. Basés à Cleveland (Ohio), les Gladiators jouaient au Quicken Loans Arena, enceinte de 20 562 places inaugurée en 1994.

## Saison par saison
| Saison                | Vic. | Déf. | Nuls | Class.            | En playoffs         |
| New Jersey Red Dogs   |      |      |      |                   |                     |
| 1997                  | 9    | 5    | 0    | 2e NC Eastern     | --                  |
| 1998                  | 8    | 6    | 0    | 2e NC Eastern     | --                  |
| 1999                  | 6    | 8    | 0    | 2e NC Eastern     | --                  |
| 2000                  | 4    | 10   | 0    | 4e NC Eastern     | --                  |
| New Jersey Gladiators |      |      |      |                   |                     |
| 2001                  | 2    | 12   | 0    | 4e NC Eastern     | --                  |
| 2002                  | 9    | 5    | 0    | 1er NC Eastern    | Défaite au 2e tour  |
| Las Vegas Gladiators  |      |      |      |                   |                     |
| 2003                  | 8    | 8    | 0    | 3e NC Eastern     | Défaite au 1er tour |
| 2004                  | 8    | 8    | 0    | 4e AC Western     | --                  |
| 2005                  | 8    | 8    | 0    | 3e AC Western     | --                  |
| 2006                  | 5    | 11   | 0    | 4e AC Western     | --                  |
| 2007                  | 2    | 14   | 0    | 5e AC Western     | --                  |
| Cleveland Gladiators  |      |      |      |                   |                     |
| 2008                  | --   | --   | --   | --                | --                  |
| Totals                | 70   | 99   | 0    | (inclus playoffs) | (inclus playoffs)   |